# Etsuko Inoue
Etsuko Inoue (jap. 井上 悦子, ???; * 18. Oktober 1964) ist eine ehemalige japanische Tennisspielerin.

## Karriere
Während ihrer Tennislaufbahn gewann sie zwei Einzeltitel auf der WTA Tour. Das Doppel-Halbfinale bei den Australian Open 1987 war ihr größter Grand-Slam-Erfolg. 1990 beendete sie ihre Karriere.
Bei den Asienspielen 1982 gewann sie die Goldmedaille im Einzel, die Silbermedaille im Mixed und die Bronzemedaille im Doppel. Sie nahm am Demonstrationswettbewerb (Einzel) an den Olympischen Spielen 1984 in Los Angeles teil, dort verlor sie in der ersten Runde gegen Steffi Graf  mit 3:6 une 5:7. Bei den Sommerspielen 1988 in Seoul startete sie im Einzel und Doppel.
Von 1982 und 1989 spielte sie für die japanische Fed-Cup-Mannschaft. Von ihren 30 Partien konnte sie 13 gewinnen.

## Turniersiege

### Einzel
| Nr. | Datum            | Turnier | Kategorie | Belag     | Finalgegnerin  | Ergebnis |
| --- | ---------------- | ------- | --------- | --------- | -------------- | -------- |
| 1.  | 23. Oktober 1983 | Tokio   | WTA       | Hartplatz | Shelly Solomon | 7:5, 6:1 |
| 2.  | 7. Oktober 1984  | Tokio   | WTA       | Hartplatz | Beth Herr      | 6:0, 6:0 |